# Liste der Monuments historiques in Méry-sur-Oise
Die Liste der Monuments historiques in Méry-sur-Oise führt die Monuments historiques in der französischen Gemeinde Méry-sur-Oise auf.

## Liste der Bauwerke
| Bezeichnung                    | Beschreibung | Standort | Kennzeichnung | Schutzstatus | Datum | Bild           |
| ------------------------------ | ------------ | -------- | ------------- | ------------ | ----- | -------------- |
| Schloss                        |              | (Lage)   | PA00080124    | Inscrit      | 1937  | weitere Bilder |
| Kirche St-Denis mit Taufbecken |              | (Lage)   | PA00080125    | Classé       | 1915  | weitere Bilder |

## Liste der Objekte

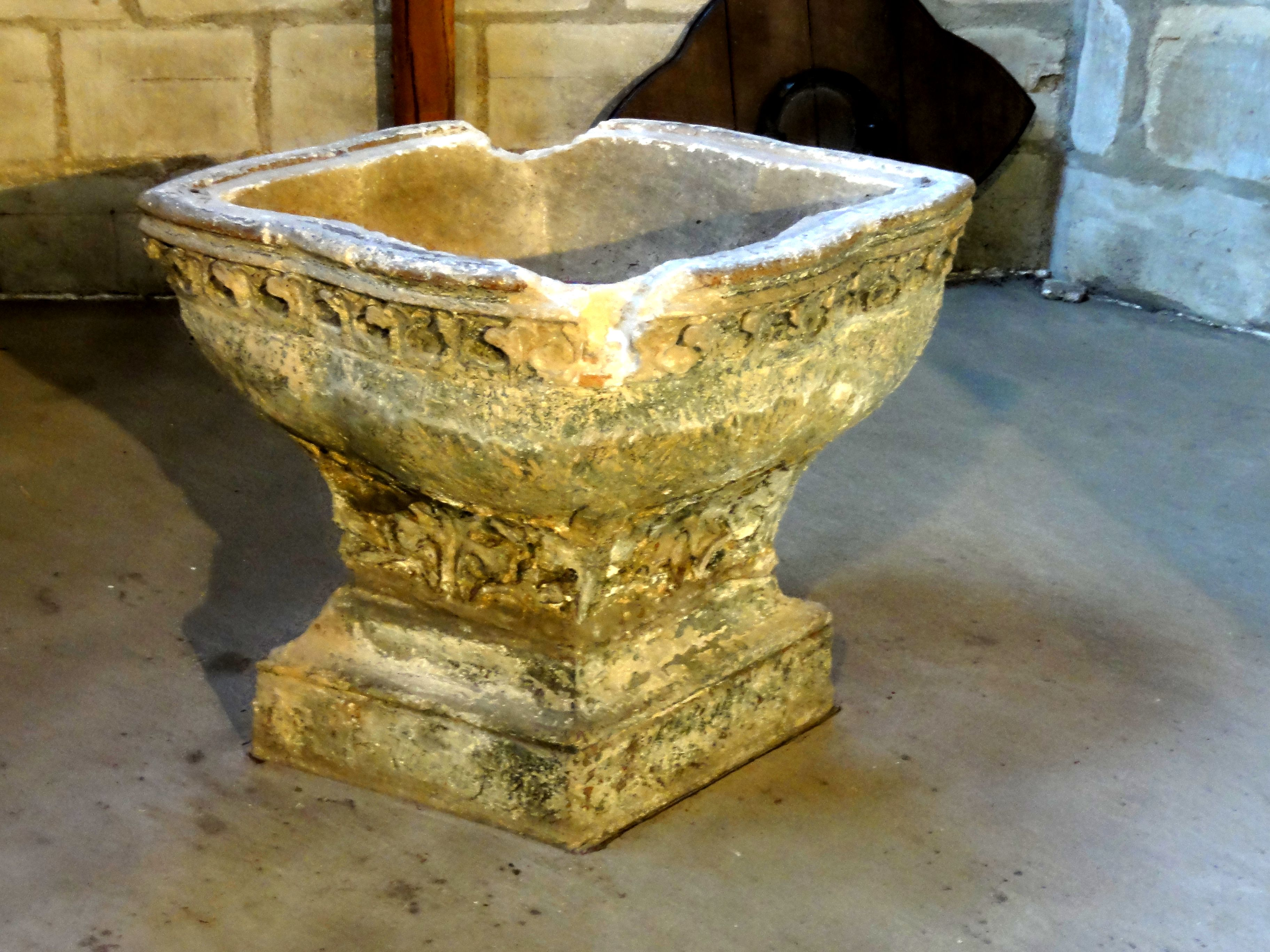
Taufbecken (13. Jahrhundert) in der Kirche St-Denis

- Monuments historiques (Objekte) in Méry-sur-Oise in der Base Palissy des französischen Kultusministeriums